# La guerra de Troya no tendrá lugar
La guerra de Troya no tendrá lugar (en francés: La guerre de Troie n'aura pas lieu) es una obra de teatro del dramaturgo francés Jean Giraudoux, estrenada en 1935. 

## Argumento
La obra se desarrolla en los días previos al estallido de la guerra de Troya y narra los esfuerzos del comandante militar, Héctor, con el apoyo de las mujeres de Troya, para evitar que se desencadene la guerra con los griegos. Andrómaca, la esposa de Héctor, está embarazada, y esto refuerza su deseo de paz. Junto con su madre Hécuba, Héctor trata de persuadir a su hermano Paris para que libere a la hermosa Helena. Pese a las negociaciones entre Héctor y el emisario griego, Ulises, finalmente no consigue mantenerse la paz.

## Connotaciones
La obra se ha interpretado como metáfora de la situación vivida en Europa en los años previos al inicio de la Segunda Guerra Mundial.

## Representaciones destacadas
- Théâtre de l'Athénée, París, 21 de noviembre de 1935. Estreno.[2]
  - Intérpretes: Louis Jouvet (Héctor), Madeleine Ozeray (Helena), Maria Falconetti (Andrómaca).
- Plymouth Theater, Nueva York, 1955.
  - Intérpretes: Michael Redgrave (Héctor), Leueen MacGrath (Casandra), Barbara Jefford (Andrómaca).
- Teatro de Cámara, Madrid, 1959.[3]
  - Dirección: Modesto Higueras.
  - Intérpretes: Francisco Valladares, Delia Luna (Helena), Josefina de la Torre (Andrómaca), Lola Gaos (Casandra), María Rus (Hécuba), Simón Ramírez.
- Televisión española, Primera fila, 4 de marzo de 1964.
  - Realización: Alfredo Castellón.
  - Intérpretes: Fernando Rey, Mercedes Alonso, Irene Daina, Fernando Delgado, Delia Luna.
- Televisión española, Estudio 1, 30 de abril de 1971.
  - Intérpretes: Javier Escrivá, María Massip, Jaime Blanch, Carlos Ballesteros, Andrés Mejuto, Tomás Blanco, Fiorella Faltoyano, Alicia Hermida.